# Memoir '44
Memoir '44 er et topersoners brætspil, hvor man gennemspiller berømte slag fra 2. verdenskrig i en stiliseret og forenklet udgave. Spillet er designet af Richard Borg og blev udgivet i 2004 af Days of Wonder og Edge Entertainment.
Spillet starter med at man vælger et scenarie, som findes i selve spillet, i udvidelsespakker eller på internet. Scenariet dækker et slag fra 2. verdenskrig og angiver startpositionerne for begge parter. Spillet er designet til to personer, men man kan sagtens spille i hold på op til tre personer, og i scenarier, hvor man bruger to komplette spil, kan der være op til fire personer på hvert hold.

## Priser
- International Gamers Award: General Strategy Two-player (2004)
- Historical Simulation of the Year (2004) uddelt af Games Magazine
- Årets Strategispill (2005) i Norge,